# Bataille de St. Michaels
Guerre anglo-américaine de 1812
Batailles
Liste des batailles de la guerre anglo-américaine de 1812
La bataille de St. Michaels est une bataille de la guerre anglo-américaine de 1812. Similaire à la bataille de Craney Island qui a eu lieu un mois avant, les unités des milices américaines ont pu repoussés les unités anglaises qui tentaient de débarquer sur la baie de Chesapeake.

## Contexte
Après la défaite britannique à Craney Island et l'incapacité de capturer Norfolk, l'amiral George Cockburn se déplace jusqu'à la baie de Chesapeake. Les chantiers navals de la petite ville de Saint Michaels sont devenus une cible privilégiée. Début août, les Britanniques de la Royal Navy se rapproche, et le général Perry Benson appelle la milice du comté de Talbot. Benson a également obtenu plusieurs pièces d'artillerie pour la défense; une batterie d'artillerie a été placée dans le port et une autre a été placée en face de la ville.

## Bataille
Après minuit, le 10 août, les unités de la milice qui tenaient la batterie du port ont repéré les troupes de débarquement britannique. Les Anglais ont débarqué rapidement et ont tiré sur la batterie. Dès que les Britanniques ont ouvert le feu, les unités de la milice ont fui. Seul le capitaine William Dodson (commandant de la batterie) et un autre homme sont restés. Ils ont réussi à tirer un seul coup avant d'être contraints d'abandonner l'arme. Les Anglais ont progressé vers la ville. La batterie de Benson qui gardait la ville a été en mesure de tenir à distance l'attaque et les britanniques ont dû reculer. Les Britanniques, cependant, ont affirmé qu'ils avaient capturé la batterie de la ville et trafiqué les canons, faisant une retraite ordonné. La légende locale veut que les canons de marine britanniques se soient révélés inefficaces contre la ville parce que les citadins avaient obscurci les lumières dans leurs maisons et accroché des lanternes dans les arbres en dehors de la ville, incitant les artilleurs britanniques à dépasser la ville et ses défenses,,.

## Résultats
Comme lors de la bataille de Craney Island, les unités de milice américaines avaient ont remporté une victoire décisive sans une seule victime. Les Britanniques ont perdu deux blessés. La bataille a été rapide, mais elle a permis d'empêcher les chantiers navals de St. Michaels de tomber aux mains des Britanniques.